# Спа-Франкоршам
50°26′14″ пн. ш. 5°58′17″ сх. д. / 50.43722° пн. ш. 5.97139° сх. д.
Траса Спа-Франкоршам — гоночна траса в Бельгії. Є однією з найвідоміших кільцевих трас, багато пілотів та уболівальники називають Спа-Франкоршам найцікавішою трасою у світі. Крім того, траса вважається однією з найскладніших у світі через велику кількість швидкісних поворотів. Особливо популярним є комплекс поворотів Eau Rouge. В наш час[коли?] на трасі проводяться гонки Формули-1 Гран-прі Бельгії, DTM, GP2 та інших кільцевих серій автоспорту.

## Історія

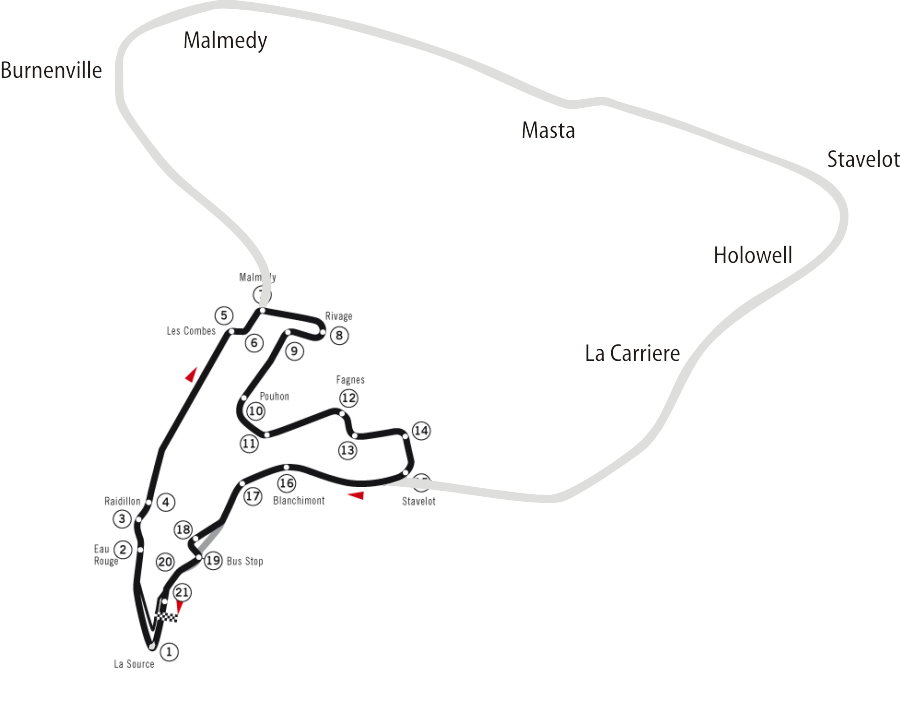
Конфігурація траси в порівнянні з сучасною (2004–2006)

Траса розташована за 40 кілометрів на південний схід від міста Льєж і була створена за ініціативою менеджера газети La Meuse Жюля де Тьєру та голови спортивного відділу Королівського автомобільного клуба Бельгії Генрі Ван Офема . Де Тьєр вирішив використовувати дороги громадського призначення, які нагадували трикутник для створення гоночної траси. Первісна конфігурація гоночної траси була готова у 1921 році і її загальна довжина становила 15 км. Вона починалась від містечка Франкоршам, потім спускалась до невеликої річки О Руж, далі піднімалась на гребені пагорбів у Les Combes. Потім вона спускалась до поселення Бурневілль к повороту Малмеді і продовжувалась по рівнинах до поселення Маста, після чого прямувала на південний пік цього трикутника під назвою Ставелот. Надалі Спа-Франкоршам звертала на північ до Франкоршам проминаючи містечко Бланшимон.
У серпні 1921 року повинні були відбутися перші змагання, проте перегони були скасовані через присутність тільки одного учасника . До 1922 року на трасі проводились тільки мотоциклетні змагання. 1925 року був проведений перший Гран-прі Бельгії.
Траса вийшла дуже швидка, тим не менше, для досягнення вищої середньої швидкості повільний поворот Ancienne Douane був замінений на прямий підйом, названий Raidillon.
У такому вигляді траса приймала всі Гран-прі Бельгії Формули-1 до 1970 року. Однак, дуже швидка і протяжна траса перестала відповідати вимогам безпеки. На Гран-прі Бельгії 1966 Джекі Стюарт на своєму BRM потрапив у дуже серйозну аварію, врізавшись в сільський будинок і отримав переломи рук і ребер. Але найстрашніша аварія сталася в 1973 році на 24 годинних перегонах, коли загинули три пілоти.
В 1972 році траса в Спа була визнана невідповідною вимогам безпеки і Гран-прі було перенесено спершу на автодром Нівель-Болер, неподалік від Брюсселя, а потім на автодром Зольдер. За цей час Спа-Франкоршам піддався значній реконструкції — кільце було скорочено до 7 км. Однак, на відміну, наприклад, від Нюрбургрингу, Спа зберіг свій характер — це, по колишньому, швидкісна траса з швидкими поворотами і великими перепадами висот, на якій нудні гонки є винятком. Крім того, на цьому автодромі не рідкісні дощові гонки через непередбачуваний клімат Арденн.
Після перерви на трасі в Спа пройшов Гран-прі Бельгії 1983, і, потім, з перервами в 1984 (етап пройшов на трасі Зольдер), 2003 і 2006 (проблеми, пов'язані з забороною тютюнової реклами) Гран-прі Бельгії незмінно проводиться на цій трасі.

## Переможці Гран-прі Бельгії на трасі Спа-Франкоршам
Рожевим кольором відмічені гонки, які не є етапами чемпіонату світу в класі Формула-1.

Кремовим кольором позначені перегони, що були частиною довоєнного чемпіонату Європи з автогонок у класі Великих Призів.
| Рік  | #  | Пілот                               | Конструктор                | Результат |
| ---- | -- | ----------------------------------- | -------------------------- | --------- |
| 2023 | 68 | Макс Ферстаппен                     | Red Bull Racing-Honda RBPT |           |
| 2022 | 67 | Макс Ферстаппен                     | Red Bull Racing-RBPT       | Результат |
| 2021 | 66 | Макс Ферстаппен                     | Red Bull Racing-Honda      | Результат |
| 2020 | 65 | Льюїс Гамільтон                     | Мерседес                   | Результат |
| 2019 | 64 | Шарль Леклер                        | Ferrari                    | Результат |
| 2018 | 63 | Себастьян Феттель                   | Ferrari                    | Результат |
| 2017 | 62 | Льюїс Гамільтон                     | Мерседес                   | Результат |
| 2016 | 61 | Ніко Росберг                        | Мерседес                   | Результат |
| 2015 | 60 | Льюїс Гамільтон                     | Мерседес                   | Результат |
| 2014 | 59 | Данієль Ріккардо                    | Ред Булл-Рено              | Результат |
| 2013 | 58 | Себастьян Феттель                   | Ред Булл-Рено              | Результат |
| 2012 | 57 | Дженсон Баттон                      | Макларен-Мерседес          | Результат |
| 2011 | 56 | Себастьян Феттель                   | Ред Булл-Рено              | Результат |
| 2010 | 55 | Льюїс Гамільтон                     | Макларен-Мерседес          | Результат |
| 2009 | 54 | Кімі Ряйкконен                      | Ferrari                    | Результат |
| 2008 | 53 | Феліпе Масса                        | Ferrari                    | Результат |
| 2007 | 52 | Кімі Ряйкконен                      | Ferrari                    | Результат |
| 2005 | 51 | Кімі Ряйкконен                      | McLaren-Mercedes           | Результат |
| 2004 | 50 | Кімі Ряйкконен                      | McLaren-Mercedes           | Результат |
| 2002 | 49 | Міхаель Шумахер                     | Ferrari                    | Результат |
| 2001 | 48 | Міхаель Шумахер                     | Ferrari                    | Результат |
| 2000 | 47 | Міка Хаккінен                       | McLaren-Mercedes           | Результат |
| 1999 | 46 | Девід Култхард                      | McLaren-Mercedes           | Результат |
| 1998 | 45 | Деймон Хілл                         | Jordan-Mugen Honda         | Результат |
| 1997 | 44 | Міхаель Шумахер                     | Ferrari                    | Результат |
| 1996 | 43 | Міхаель Шумахер                     | Ferrari                    | Результат |
| 1995 | 42 | Міхаель Шумахер                     | Benetton-Renault           | Результат |
| 1994 | 41 | Деймон Хілл                         | Williams-Renault           | Результат |
| 1993 | 40 | Деймон Хілл                         | Williams-Renault           | Результат |
| 1992 | 39 | Міхаель Шумахер                     | Benetton-Ford              | Результат |
| 1991 | 38 | Айртон Сенна                        | McLaren-Honda              | Результат |
| 1990 | 37 | Айртон Сенна                        | McLaren-Honda              | Результат |
| 1989 | 36 | Айртон Сенна                        | McLaren-Honda              | Результат |
| 1988 | 35 | Айртон Сенна                        | McLaren-Honda              | Результат |
| 1987 | 34 | Ален Прост                          | McLaren-TAG                | Результат |
| 1986 | 33 | Найджел Менселл                     | Williams-Honda             | Результат |
| 1985 | 32 | Айртон Сенна                        | Lotus-Renault              | Результат |
| 1983 | 30 | Ален Прост                          | Renault                    | Результат |
| 1970 | 18 | Педро Родрігес                      | BRM                        | Результат |
| 1968 | 17 | Брюс МакЛарен                       | McLaren-Ford               | Результат |
| 1967 | 16 | Ден Герні                           | Eagle-Weslake              | Результат |
| 1966 | 15 | Джон Сертіс                         | Ferrari                    | Результат |
| 1965 | 14 | Джим Кларк                          | Lotus-Climax               | Результат |
| 1964 | 13 | Джим Кларк                          | Lotus-Climax               | Результат |
| 1963 | 12 | Джим Кларк                          | Lotus-Climax               | Результат |
| 1962 | 11 | Джим Кларк                          | Lotus-Climax               | Результат |
| 1961 | 10 | Філ Хілл                            | Ferrari                    | Результат |
| 1960 | 9  | Джек Бребем                         | Купер-Climax               | Результат |
| 1958 | 8  | Тоні Брукс                          | Vanwall                    | Результат |
| 1956 | 7  | Пітер Коллінз                       | Lancia-Ferrari             | Результат |
| 1955 | 6  | Хуан-Мануель Фанхіо                 | Mercedes                   | Результат |
| 1954 | 5  | Хуан-Мануель Фанхіо                 | Maserati                   | Результат |
| 1953 | 4  | Альберто Аскарі                     | Ferrari                    | Результат |
| 1952 | 3  | Альберто Аскарі                     | Ferrari                    | Результат |
| 1951 | 2  | Ніно Фаріна                         | Alfa Romeo                 | Результат |
| 1950 | 1  | Хуан-Мануель Фанхіо                 | Alfa Romeo                 | Результат |
| 1949 |    | Луї Розьє                           | Talbot                     |           |
| 1947 |    | Жан-П'єр Вімілль                    | Alfa Romeo                 |           |
| 1946 |    | Ежен Шабу                           | Delage                     |           |
| 1939 |    | Херманн Ланг                        | Mercedes-Benz              |           |
| 1937 |    | Рудольф Xacce                       | Auto Union                 |           |
| 1935 |    | Рудольф Караччіола                  | Mercedes-Benz              |           |
| 1934 |    | Рене Дрейфус                        | Bugatti                    |           |
| 1933 |    | Таціо Нуволарі                      | Maserati                   |           |
| 1931 |    | Вільям Гровер-Вільямс Карло Конеллі | Bugatti                    |           |
| 1930 |    | Луї Широн                           | Bugatti                    |           |
| 1925 |    | Антоніо Аскарі                      | Alfa Romeo                 |           |